# MES (буфер)
MES — 2-(N-морфолино)этансульфоновая кислота — химическая структура содержит морфолиновое кольцо, химическую структуру C6H13NO4S.

## Применение
MES применяют в качестве буферного раствора в биохимии. MES был разработан в составе Good's buffers в 1960-х годах, значение pKa составляет 6,15 при 20 °C. Разработанные буферы соответствовали следующим требованиям: промежуточные значения pKa, хорошая растворимость в воде, минимальная растворимость в других растворителях, минимальные солевые эффекты, минимальные изменения величины pKa при изменении температуры, устойчивость к химическим соединениям и ферментам, минимальное поглощение в видимом и ультрафиолетовом диапазоне, относительная простота синтеза. Вещество растворимо в воде до концентрации 0.65 M.

## Безопасность
MES является относительно безопасным химическим веществом, однако, следует смывать буферный раствор, попавший на кожу или в глаза. При попадании в глаза, при вдыхании порошка может потребоваться медицинская помощь.